# Bisdom Luçon

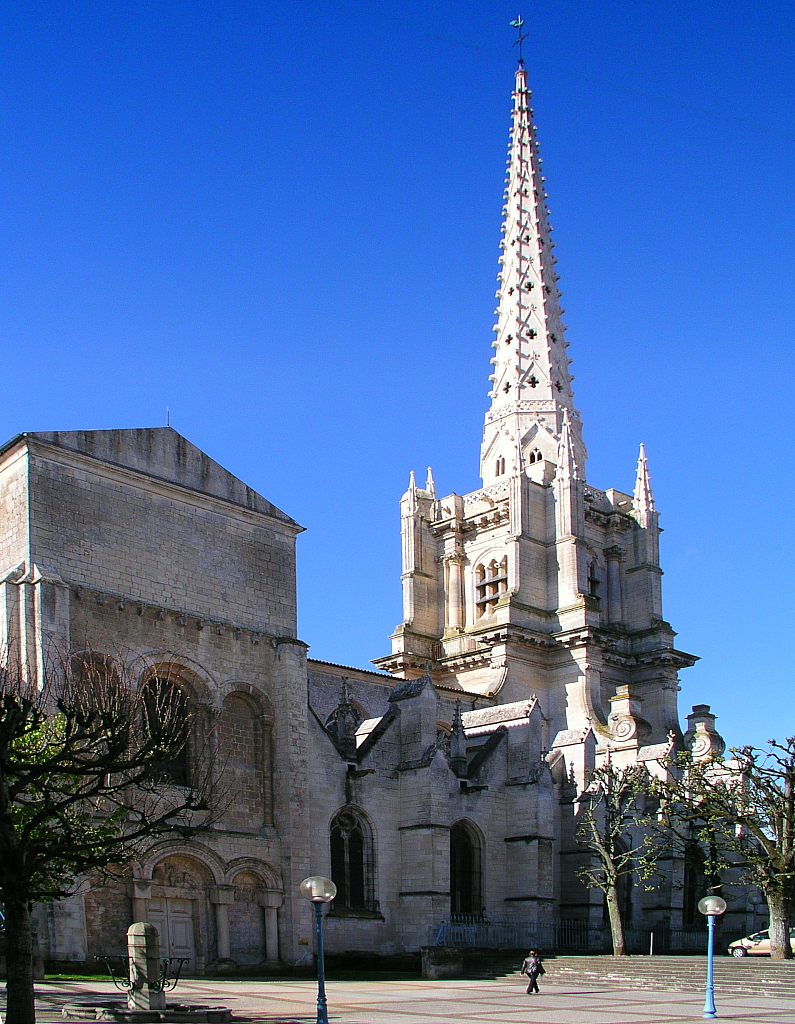
Kathedraal

Het bisdom Luçon (Latijn: Dioecesis Lucionensis; Frans: Diocèse de Luçon) is een Frans rooms-katholiek bisdom wat werd opgericht op 16 augustus 1317 door losmaking uit het diocees Poitiers. Op 29 november 1801 werd het bisdom Luçon opgeheven en toegevoegd aan het bisdom La Rochelle. Sinds 6 oktober 1822 is het weer een zelfstandig bisdom. De bisschopszetel bevindt zich in Luçon in de Vendée. Tot 16 december 2002 was het bisdom suffragaan aan aartsbisdom Bordeaux, sindsdien behoort het tot de kerkprovincie Rennes. In 1950 telde het bisdom ongeveer 400.000 inwoners, waarvan 392.000 katholieken (98%) met 736 priesters. In 2019 telde het bisdom naar schatting 666.714 inwoners, waarvan ongeveer 537.592 katholieken (80,6%) met 274 priesters. 
Eerste missioneringen vonden plaats door Hilarius van Poitiers in de 4e eeuw. De kathedraal van Luçon is gewijd aan Maria-ten-Hemelopneming. Het gebouw was in de 7e eeuw gebouwd als abdij en eerst in de 13e eeuw verbouwd tot een groot kerkgebouw. In 1317 werd de kerk verheven tot kathedraal. 

## Bisschoppen, pontificaat
- Armand Jean du Plessis de Richelieu (1605-1624)
- Nicolas de Colbert (1661-1671)
- Jean François de Valderies de Lescure (1699-1723)
- Marie Charles Isidore de Mercy (1775-1801)
- René François Soyer (1817-1845)
- Jacques Marie Joseph Baillès (1845-1856)
- François Augustin Delamare (1856-1681)
- Charles Théodore Colet (1861-1874)
- Jules François Lecoq (1875-1877)
- Clovis Nicolas Joseph Catteau (1877-1915)
- Gustave Lazare Garnier (1916-1940)
- Antoine Marie Cazaux (1941-1967)
- Charles Auguste Marie Paty (1967-1991)
- François Charles Garnier (1991-2000)
- Michel Léon Émile Santier, (2001-2007)
- Alain Castet (2008-2017)
- François Joseph Marie Jacolin (2018-heden)